# Cephalocoema teretiuscula
Cephalocoema teretiuscula är en insektsart som beskrevs av Brunner von Wattenwyl 1890. Cephalocoema teretiuscula ingår i släktet Cephalocoema och familjen Proscopiidae. Inga underarter finns listade i Catalogue of Life.